# 内田正親
内田 正親（うちだ まさちか）は、江戸時代中期の大名。下野鹿沼藩の第4代藩主、のち下総小見川藩の初代藩主。小見川藩内田家4代。
宝永7年（1710年）、第3代藩主・内田正偏の長男として生まれる。享保9年（1724年）10月29日、父が狂気により妻女を傷つけた罪を咎められて蟄居処分となったため、その跡を継ぐこととなった。このとき、1万3000石を1万石に減らされた上で下総小見川藩に移封されている。享保12年（1727年）12月に叙任する。延享3年（1746年）5月18日に死去した。享年37。

## 系譜
父母
- 内田正偏（父）
- 毛利元次の娘（母）

正室
- 水野忠定の娘

子女
- 内田正美（長男）生母は正室
- 勝間田正豊（次男）